# Mildiu

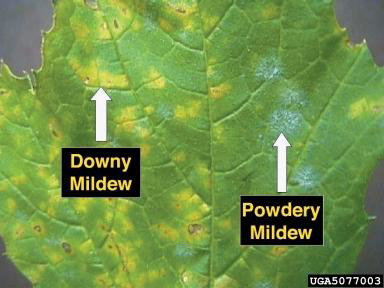
Hoja de vid con mildiu (mitad izquierda) comparándolo con el oídio (mitad derecha).

Mildiu es el nombre que se da a varias enfermedades criptogámicas que atacan a las plantas. Están causadas por oomicetos de la familia Peronosporaceae. 

## Características
Se caracterizan por manchas de color verdoso claro que se va tornando de amarillento a marrón en la haz de las hojas, mientras que en el envés puede aparecer una pelusa grisácea. Además de las hojas, que suelen secarse y caer, también pueden verse afectados los tallos no lignificados.

## Condiciones
Estas enfermedades, que se propagan por esporas, se producen durante los periodos lluviosos en conjunción con temperaturas elevadas, superiores a 25 °C. En estas condiciones, la plaga se extiende rápidamente.
El mildiu más conocido es Plasmopara viticola, que ataca a la vid. Otras especies son el mildiu de la espinaca (Peronospora farinosa), el de la soja (P. manshurica), y otros que atacan a la cebolla, la patata (Phytophthora infestans), el tomate, la lechuga, etc. En todos los casos, el rendimiento de los cultivos merma de manera considerable, ya sea porque causan la muerte de las plantas afectadas, si son herbáceas, como por la defoliación que causan a las leñosas. 
Se desarrollan en el interior de las hojas, en los tallos y en los frutos.